# ユリア (アウグストゥスの娘)

大ユリア

ユリア・カエサリス（Julia Caesaris, 紀元前39年 - 紀元14年）は、初代ローマ皇帝アウグストゥスとその2番目の妻スクリボニア（セクストゥス・ポンペイウスの親族）との娘で、アウグストゥスの唯一の実子である。
ユリアの名はユリウス氏族の娘や皇帝一族の娘に共通の名前であるため、娘の小ユリアと区別して、大ユリア（Julia Maior）とも呼ばれる。淫婦として知られている。

## 生涯

### 生い立ちと最初の結婚
後のアウグストゥスであるガイウス・ユリウス・カエサル・オクタウィアヌスは、紀元前40年、スクリボニアと結婚をした。ユリアはこの翌年の紀元前39年に生まれ、オクタウィアヌスにとって初めての子供であったが、オクタウィアヌスはこのユリア以降、実子を得ることはなかった。
ユリアが誕生した紀元前39年、父オクタウィアヌスはスクリボニアの気の強い性格に耐え切れず、またセクストゥス・ポンペイウスとの関係が冷却化したため離婚し、翌年リウィア・ドルシッラと3度目の結婚をする。オクタウィアヌスは古きローマの堅実で素朴な風紀を理想とし、そうした美徳を持った貞淑な女性としてユリアを育てようとしていて、ユリアの身近な女性であった継母リウィアと伯母オクタウィアは、当時としては珍しくこうした美徳を持ち合わせていた女性であった。
オクタウィアヌスは紀元前31年のアクティウムの海戦の勝利によって内乱を終結させると、紀元前27年には「アウグストゥス」の称号を受け、帝政の基盤をほぼ磐石のものとした。こうした中、アウグストゥスは自身の人格に依拠している権力を円滑に継承させるため、ユリアを自らの後継者候補と結婚させ、関係の強化を図った。紀元前25年、ユリアが14歳の時に従兄弟にあたる当時17歳の後継者候補マルケッルスと結婚させた。しかしその2年後の紀元前23年にマルケッルスは逝去し、ユリアは寡婦となる。

### アグリッパとの結婚
2年後、紀元前21年、18歳のユリアはアウグストゥスの盟友マルクス・ウィプサニウス・アグリッパと2度目の結婚をする。このときアグリッパはすでに41歳で2度の結婚をしており、前妻と離婚した上での結婚であった。この結婚は20歳以上の年齢差があったが幸福なものであったといわれている。この結婚でユリアは
1. ガイウス・カエサル
2. 小ユリア
3. ルキウス・カエサル
4. 大アグリッピナ
5. アグリッパ・ポストゥムス

の5人の子供を出産した。
特に、紀元前20年に誕生した長男ガイウスはアウグストゥスから有望な後継者候補と目され、紀元前17年に誕生した弟のルキウスと共にアウグストゥスの養子とされ、ユリアから引き離された。息子達が皇帝の後継者となる一方、ユリアは結婚の後半には夫以外の男と密通を重ねるようになっていったといわれる。こうした密通について、なぜ子供たちが父親に似ているのかと尋ねた者に対し、ユリアは「船荷が一杯でなければ客は乗せないから」と答えたという。つまり、夫の子供を妊娠した後でなければ他の男と密通はしないということだった。紀元前12年にアグリッパは没した。

### 姦通罪
再び寡婦となったユリアは、紀元前11年にリウィアの連れ子であったティベリウスと結婚した。この結婚に際してティベリウスは愛する妻ウィプサニアと離婚しており、この結婚をあまり歓迎してはいなかった。またユリアはアグリッパの妻であった時からティベリウスに対し色目を使っていたため、ティベリウスはユリアを嫌っていたといわれる。それでも2人の結婚生活も当初それほど悪いものではなかった。しかし、ユリアが出産したティベリウスの息子が赤子の時にアクイレイアで死亡すると、2人の関係は急速に悪化していった。
紀元前6年にティベリウスがロドス島へ隠棲するとユリアは公然と多くの愛人をつくるようになった。このティベリウスの隠棲には様々な理由が挙げられるが、ユリアとの不仲もその一つとされる。
ユリアはこうした愛人たちの一人であったマルクス・アントニウスの息子ユッルス・アントニウスらと元首への内乱を謀ったとして、姦通罪で断罪される。紀元前2年にアウグストゥスは、自らの権威とティベリウスの名においてユリアにティベリウスとの離婚を命じ、さらにパンダテリア島（現在のヴェントテーネ島）へと追放した。このとき同行したのは実母スクリボニアだけであり、島への出入りは厳密に管理された。姦通の相手ユッルス・アントニウスは死刑を命じられ、自害した。
アウグストゥスは厳しく娘を姦通罪で断罪したが、自分自身の身持ちは悪く、また政治的理由で親の意思のまま結婚させられたユリアに対してローマ市民から同情の声があがった。そのためアウグストゥスは、パンダテリア島へ追放された5年後、ユリアの流刑地をイタリア本土のレギウム（現在のレッジョ・ディ・カラブリア）へ移した。
紀元14年8月19日に父アウグストゥスが死ぬと、遺言でかつての夫ティベリウスが後継者に指名された。ティベリウスはアウグストゥスの遺言状に記されていなかったとして、それまで支給されていた年金を停止するなどユリアを窮乏に追い込み、同じ年のうちにユリアは死んだ。